# Tāzehābād (ort i Kurdistan, lat 35,59, long 46,59)
Tāzehābād (persiska: تازِه آباد, تازِه آباد صوفی بله, Tāzehābād Şūfī Baleh) är en ort i Iran.   Den ligger i provinsen Kurdistan, i den nordvästra delen av landet, 400 km väster om huvudstaden Teheran. Tāzehābād ligger 1 749 meter över havet och antalet invånare är 134.
Terrängen runt Tāzehābād är kuperad. Runt Tāzehābād är det ganska tätbefolkat, med 60 invånare per kvadratkilometer. Närmaste större samhälle är Shāhīdar, 16,8 km söder om Tāzehābād. Trakten runt Tāzehābād består i huvudsak av gräsmarker.